# Let Them Eat War
Let Them Eat War is een nummer van Bad Religion. Het is nooit als single uitgegeven. Het is het zevende nummer op het dertiende album van de band: The Empire Strikes First. Het is tot nu toe het nummer met de meeste tekstschrijvers in de geschiedenis van de band, namelijk vijf: Brett Gurewitz (giratist), Brooks Wackerman (drummer), Brian Baker (gitaar), Jay Bentley (basgitaar) en Sage Francis. Sage Francis is geen lid van de band, maar hij is toch gevraagd voor de zang in bepaalde stukjes van het nummer.
Het nummer is online te beluisteren op de officiële website van de band.

## Tekst en muziek
De tekst van het nummer gaat over oorlog (wat ook blijkt uit de titel (war is Engels voor oorlog)), en machtshebbende mensen die deze macht misbruiken, wat blijkt uit andere delen van de tekst. Een voorbeeld hiervan is: Seize a few dollars from the people who sweat... (Vertaald: Pers een paar dollar uit de mensen die zweten.) Dit doelt op de machtshebbende mensen die veel belastingen vragen.
De eerste zeven maten bevatten geen slagwerk, dit is hiermee het enige nummer van het album.

## Albums
Naast het oorspronkelijke album The Empire Strikes First is het nummer ook te beluisteren op de dvd Live at the Palladium. Het nummer staat ook op het compilatiealbum Rock Against Bush, Vol. 2, uitgegeven onder het Fat Wreck Chords platenlabel.

## Samenstelling
- Greg Graffin - Zang
- Brett Gurewitz - Gitaar
- Brian Baker - Gitaar
- Greg Hetson - Gitaar
- Jay Bentley - Basgitaar
- Brooks Wackerman - Drums
- Sage Francis - Zang

(Noot: Sage Francis is geen lid van de band, hij is gevraagd voor gastzang.)